# Megaball

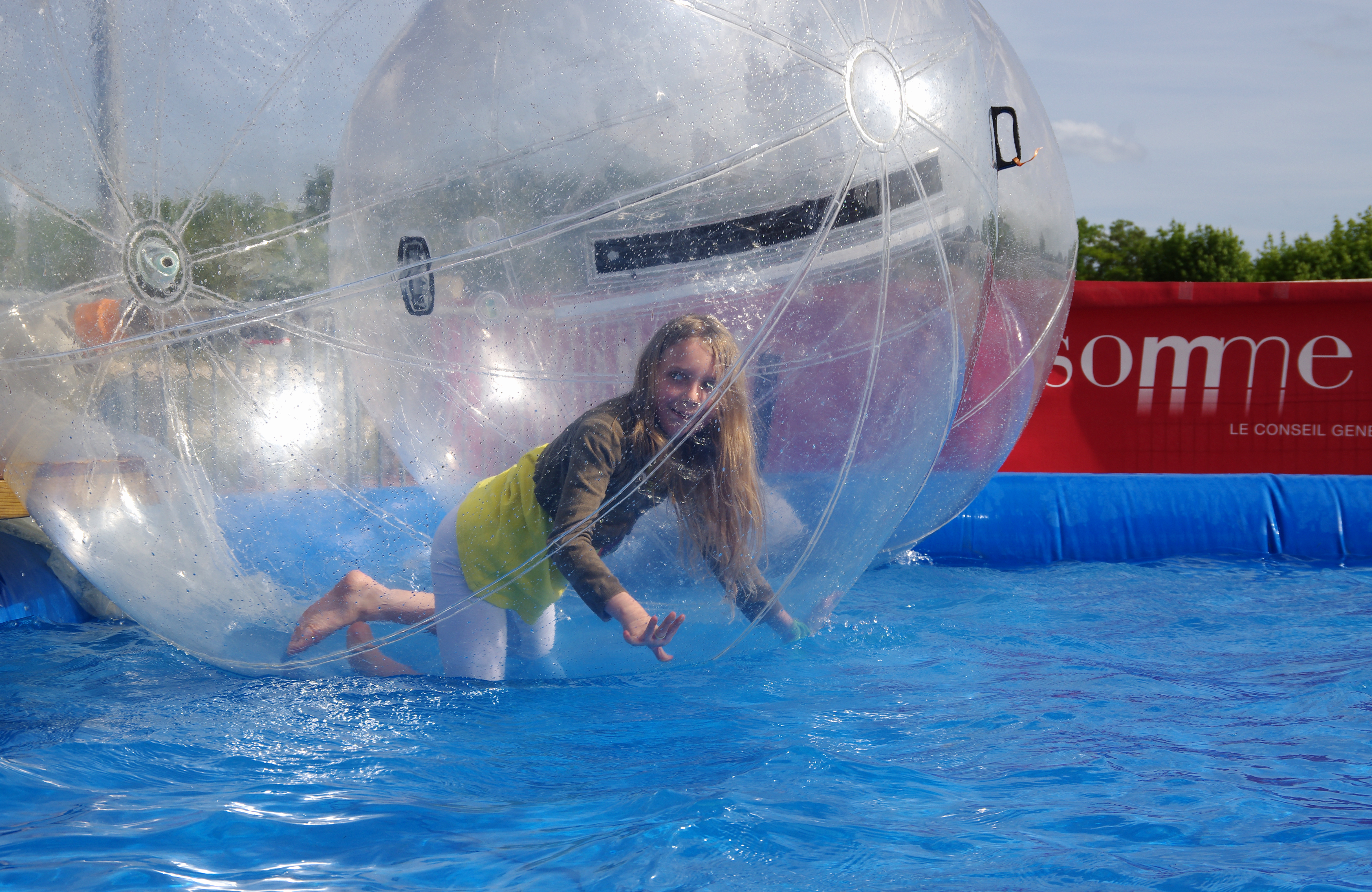
Ein Kind in einer einfachen Konstruktion

Ein Megaball ist ein großer transparenter Ball, in den eine oder mehrere Personen einsteigen und sich damit über Wasser oder ebene Flächen bewegen können. 

## Einfache Konstruktion
Der einfache Konstruktionstyp besteht im Wesentlichen aus einer aufblasbaren Folie und kann als große Spezialvariante eines Wasserballs betrachtet werden. Der Einstieg in den Ball gelingt durch einen Reißverschluss in die noch nicht aufgeblasene Kunststoffkugel. Die Kugel wird mit einem Blasgerät mit Luft gefüllt und der Reißverschluss geschlossen. Dann kann die Kugel zu Wasser gelassen werden. Der Sauerstoff reicht für etwa 45 Minuten.
Der Wasserläufer kann zur Sicherheit mit einer Leine mit dem Ufer verbunden werden.

## Doppelkugel-Konstruktion

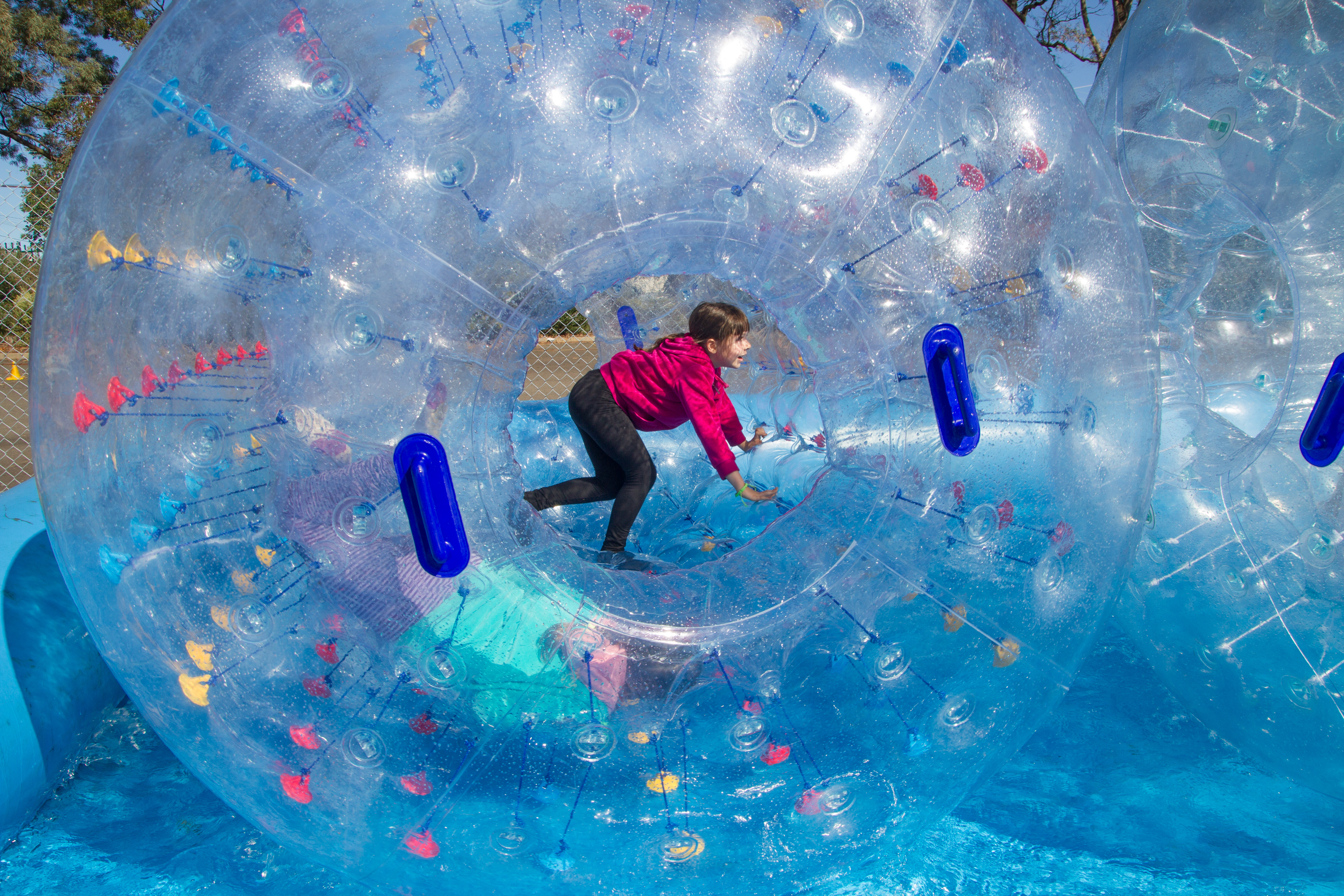
Ein Kind in einer Doppelwandigen Wasserzylinder

Ein aufwändigerer Konstruktionstyp namens Zorb besteht aus zwei konzentrischen, transparenten Kugeln, die untereinander mit Bändern verbunden sind. Der Ball hat zwei Ein- und Ausstieglöcher, die nicht verschlossen werden müssen, weil die Form durch die Luftfüllung zwischen den Kugeln stabil bleibt. Innen gibt es Haltegriffe für ein oder zwei Personen.
Das Aufblasen (Füllen des Doppelkugel-Zwischenraums) dauert mit einem Kompressor etwa eine knappe halbe Stunde, ebenso wie das Auslassen der Luft.
Ein solcher Zorb war in der 194. Sendung von Wetten, dass..? am 19. März 2011 bei einer Wetteinlösung zu sehen.